# Maria Wetterstrand

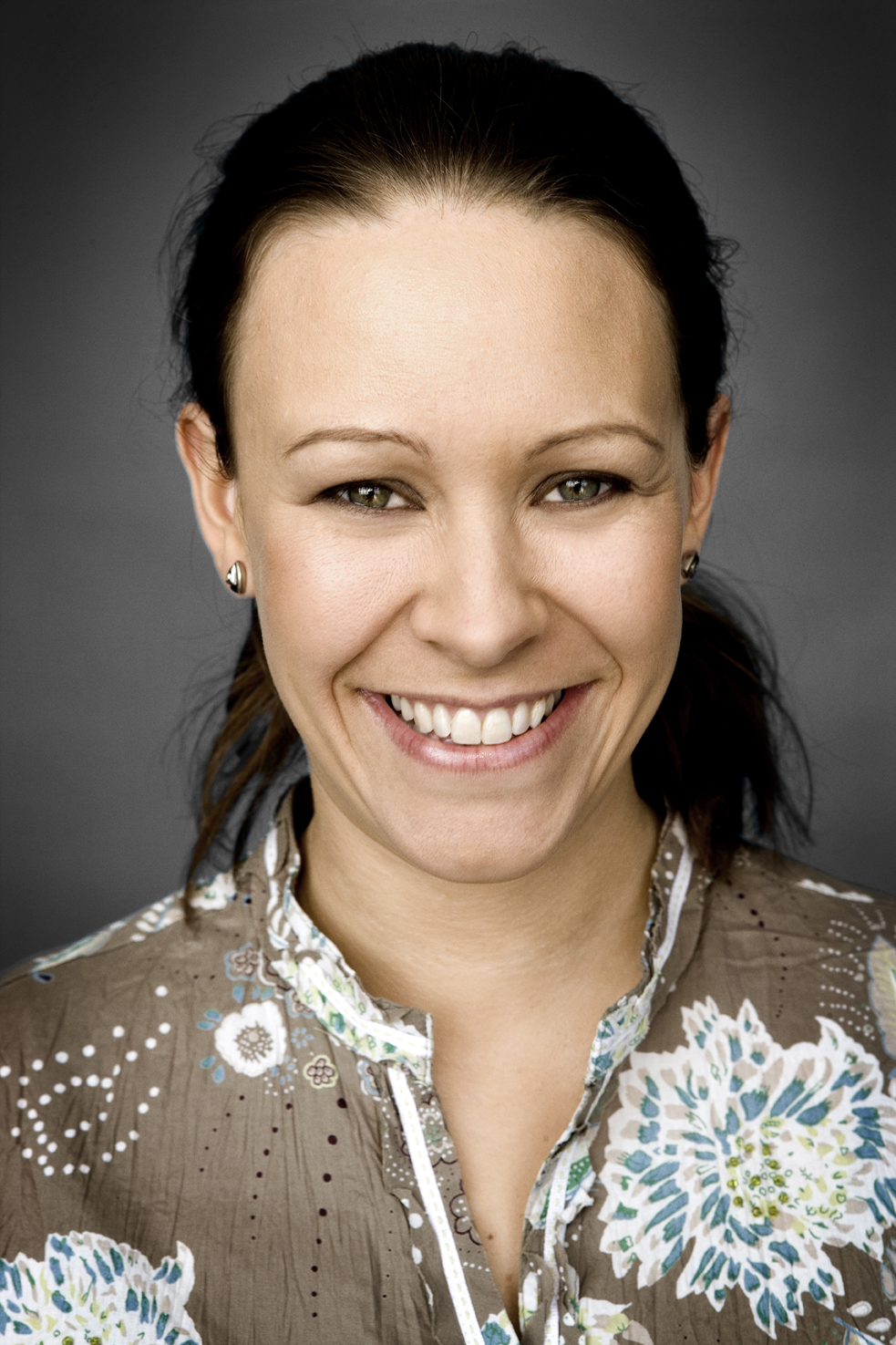
Maria Wetterstrand

Maria Wetterstrand (* 2. Oktober 1973 in Eskilstuna) ist eine schwedische Biologin und ehemalige Politikerin.

## Leben
Wetterstrand studierte 1993–1994 Nordische Sprachen in Umeå und anschließend Biologie an der Universität Göteborg. Sie erwarb den Magistergrad mit einer Abschlussarbeit über Wasserreinigung auf Feuchtwiesen. Von 2001 bis 2011 war sie Abgeordnete der Miljöpartiet im schwedischen Reichstag, von 2002 bis 2011 gemeinsam mit Peter Eriksson grüne Parteisprecherin. 
Seit ihrem Rückzug aus Parlament und Parteispitze tritt Wetterstrand als freie Autorin, Rednerin und Seminarleiterin auf. Sie schreibt regelmäßig in schwedischen Zeitungen wie Dagens Industri und Sydsvenska Dagbladet.
Sie war seit 2004 mit dem finnischen Politiker Ville Niinistö, von 2011 bis 2014 Umweltminister, verheiratet und hat mit ihm zwei Kinder. 2012 gab das Paar seine Trennung bekannt.